# Cody McMains
Cody McMains (* 4. Oktober 1985 in Pasadena, Kalifornien) ist ein US-amerikanischer Schauspieler.
Er begann seine Karriere mit neun Jahren in dem Film Big Bully, in dem er den Sohn des Hauptdarstellers Tom Arnold spielte. Es folgten mehrere Rollen in erfolgreichen Filmen wie dem mit einem Golden Globe Award prämierten Tumbleweeds, Girls United und Nicht noch ein Teenie-Film. Weiters hatte er Gastauftritte in TV-Serien wie Cold Case, Monk, Pretender, Die himmlische Joan, Without a Trace und Desperate Housewives. McMains wurde bisher viermal für den Young Artist Award nominiert, zuletzt 2003. Einmal, nämlich 1997, hat er ihn für seine Darstellung des Billy Holly in What Love Sees auch erhalten.

## Filmografie
- 1996: Mein liebster Feind (Big Bully)
- 1996: What Love sees - Die mit dem Herzen sehen (TV)
- 1999: Impala
- 1999: Tumbleweeds
- 2000: Escape to Grizzly Mountain
- 2000: Thomas, die fantastische Lokomotive (Thomas and the Magic Railroad)
- 2000: Girls United
- 2001: Madison
- 2001: Nicht noch ein Teenie-Film
- 2002: Everwood (TV-Serie, 4 Folgen, 2002–2003)
- 2005: High School Confidential (Pretty Persuasion)
- 2006: In from the Night (TV)
- 2006: State’s Evidence
- 2006: Monk (TV-Serie, 2 Folgen, 2006–2007)
- 2007: Desperate Housewives (TV-Serie, 1 Folge)

## Auszeichnungen
- 1997: Young Artist Award für die beste gemeinsame Performance in einer Fernsehserie (What Love Sees)